# Sperberhaier Dammhaus

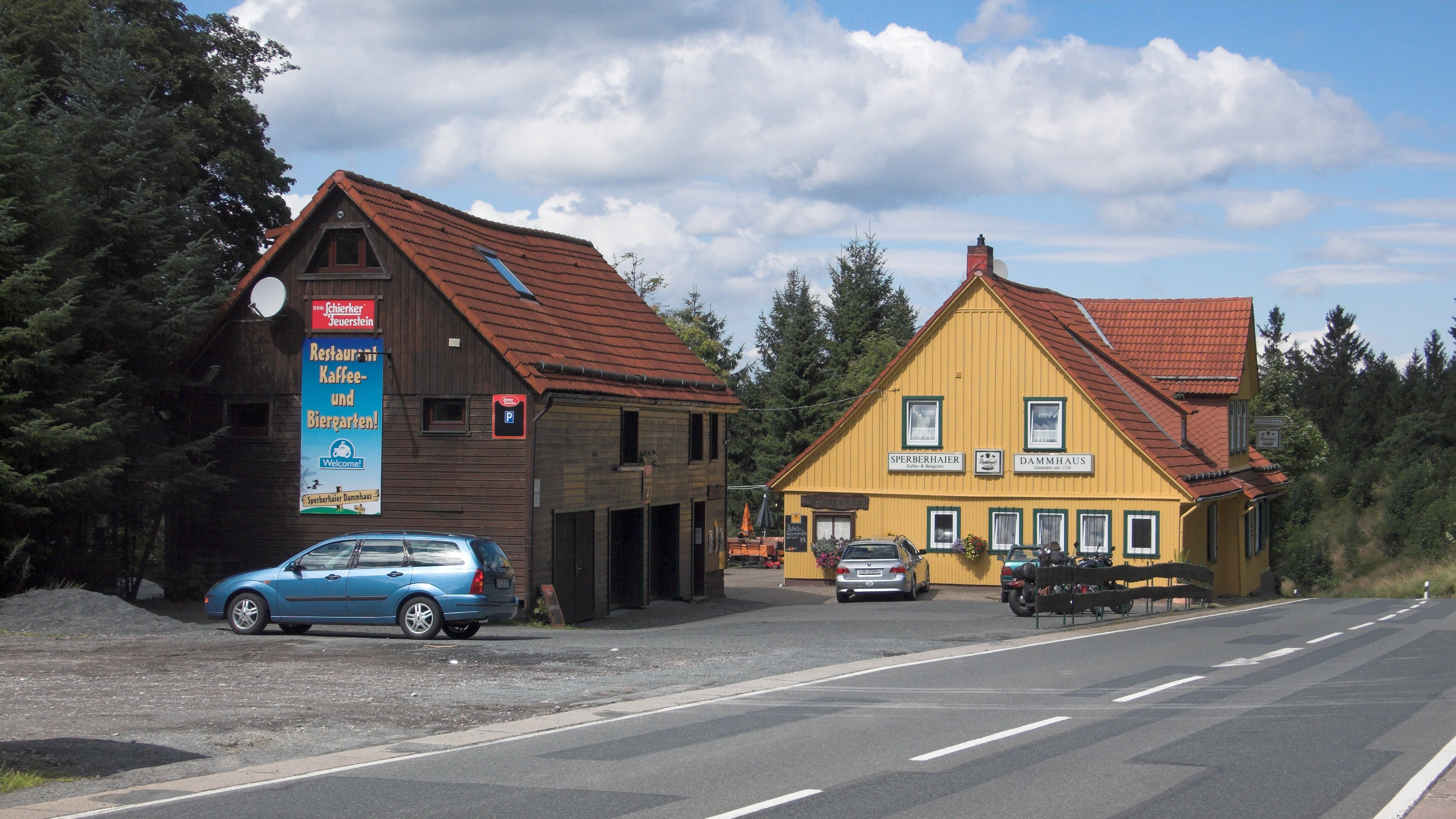
Süd-

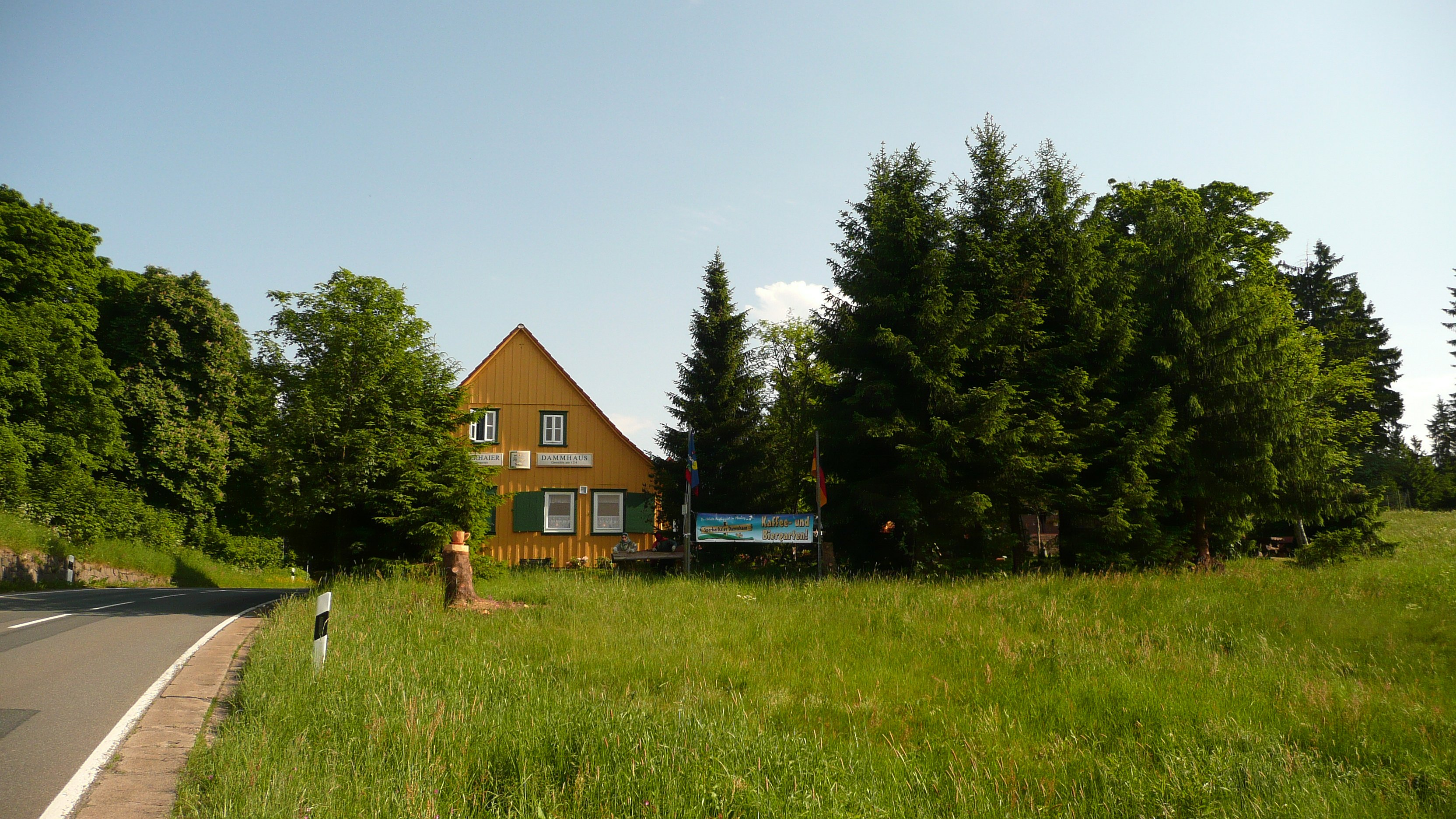
… Nordseite des Sperberhaier Dammhauses

Das Sperberhaier Dammhaus (laut Ortshinweistafel auch nur Dammhaus) ist Bestandteil der Berg- und Universitätsstadt Clausthal-Zellerfeld und befindet sich am Dammgraben im Oberharz.  Seit der Erbauung gehört es zu Clausthal.
Errichtet wurde es zusammen mit dem Sperberhaier Damm in den Jahren 1732–1734, der eine Lücke im Oberharzer Wasserregal schloss und eine flache Talmulde auf einer Höhe von bis zu 16 m überbrückte. Das Haus ist großteils im Original erhalten.
Ursprünglich wurde das Dammhaus als Baubüro für die Errichtung des Sperberhaier Dammes gebaut. Hier arbeiteten die Schreiber, Zahlmeister und Aufsichtspersonen. Nach Fertigstellung des Sperberhaier Dammes diente es als Unterkunft des dortigen Grabenwärters, der vermutlich schon früh nebengewerblich eine Gaststätte für die Durchreisenden unterhielt. Diese Nutzung erfolgte bis in die 1970er Jahre; seitdem dient es ausschließlich als Wandergaststätte. 
Durch den Bau der Harz-Hochstraße B 242 und der B 498, die Höhe Dammhaus zum einen nach Altenau und zum anderen nach Osterode abzweigt, liegt es inzwischen an einer belebten Straße und hat sich zu einem beliebten Ausflugslokal entwickelt, das auch mit Linienbussen erreichbar ist.